# سكة حديد مقديشو - فيلابروزي
'سكة حديد مقديشو - فيلابروزي (بالصومالية: Wadada Tareenka Muqdisho Ilaa Jowhar)‏ (بالإيطالية: Ferrovia Mogadiscio-Villabruzzi)‏، وهي نظام سكة حديد تاريخي كان يمر عبر جنوب الصومال. تم بناؤه بين عامي 1914 و 1927 من قبل السلطات الاستعمارية في أرض الصومال الإيطالي. السكة الحديدية العاصمة مقديشو بأفجوي، ثم ربطت لاحقًا بفيلابروزي المعروفة بجوهر حاليًا. تم تفكيك الخط لاحقًا من قبل القوات البريطانية خلال الحرب العالمية الثانية. خططت إدارة سياد بري لإعادة إنشاء السكك الحديدية في الثمانينيات، لكنها أُجهضت بعد انهيار النظام.

## التاريخ
تم بناء خط السكة الحديد في البداية لمناطق المحيطة بمقديشو، بعد الحرب العالمية الأولى في عام 1914 وفي عام 1924، امتد إلى أفجوي. في عام 1927، تم تمديده مرة أخرى من قبل الملك  لويجي أمديو ، الدي كان عضوا بارز في العائلة المالكة الإيطالية، امتد خط السكة الحديد إلى القرى الاستعمارية لنهر شبيلى الذي كان يطوره حينها.

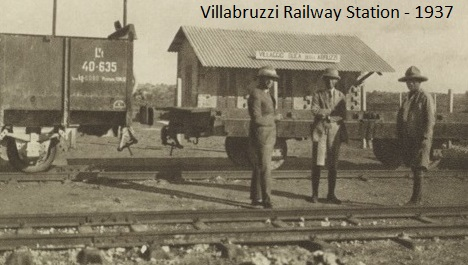
صورة لمحطة السكة الحديد في جوهر

وصل الخط، الذي يبلغ طوله 114 كم، إلى فيلابروتسي ثم بكامله الى جوهر في عام 1928. وكان الاقتراح الأصلي  للسكك الحديدية أن ينتقل من فيلابروزي إلى حدود الصومال مع إثيوبيا وإلى أوغادين، ولكن الحرب الإيطالية الحبشية الثانية في عام 1936 أوقفت المزيد من البناء. ومع ذلك، تم بناء البنية التحتية الأرضية من جوهر إلى بولبردي في عام 1939، ولكن لم يتم وضع المسار.
في عام 1939، خطط الزعيم الإيطالي بينيتو موسوليني لشبكات الطرق والسكك الحديدية بين مقديشو وأديس أبابا، ولكن تم بناء الطريق لا سترادا إمبريال فقط قبل أن تدمر الحرب العالمية الثانية الإمبراطورية الإيطالية. ومع ذلك، تم بناء خط سكة حديد صغيرة بطول 600 مم 1 قدم 11 + 5⁄8 بوصة بطول 200 كيلومتر بين فيلابروزي مع إثيوبيا من أجل حل المشاكل اللوجستية المتعلقة باحتلال إثيوبيا.
في عام 1941، فككت القوات البريطانية خط السكة الحديد عندما احتلت شرق إفريقيا الإيطالية وإفريقيا الشرقية الإيطالية. ومنذ ذلك الحين، توقف استخدام خط السكة الحديد، باستثناء عدد قليل من المسارات داخل ميناء مقديشو. في عام 1942 تم نقل بعض قاطرات الديزل والمواد ذات الصلة من قبل الحكومة البريطانية إلى إريتريا لاستخدامها في سكة حديد مصوع-أسمرة.
في الثمانينيات، اقترح رئيس الصومال سياد بري إعادة تنشيط خط السكة الحديد. ومع ذلك، فإن انهيار نظامه في عام 1991 أوقف أي إعادة إعمار محتملة.

## إحصائيات

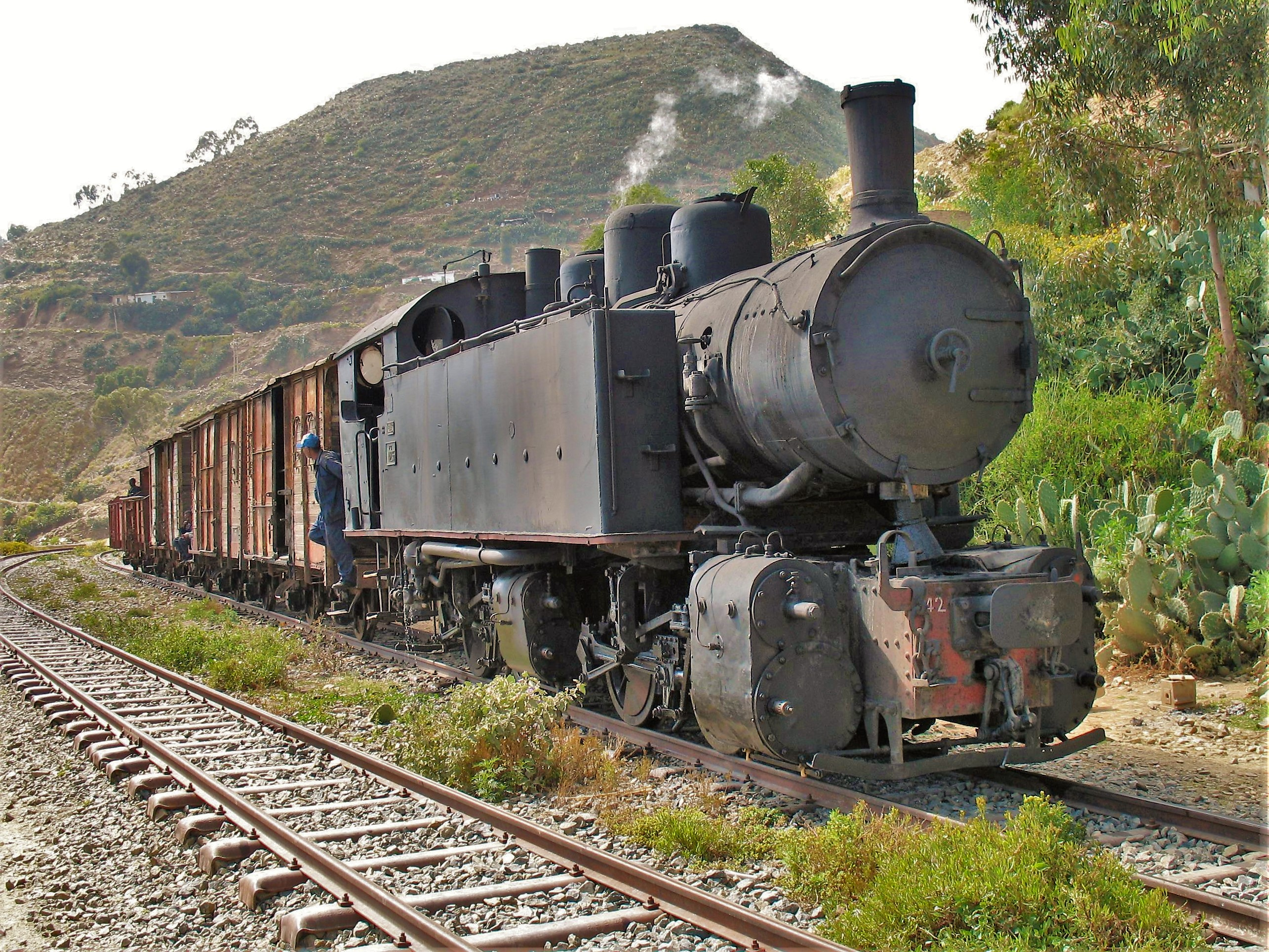
A القاطرة البخارية أنسالدو 442، التي بنيت عام 1938 للسكك الحديدية الإريترية، تشبه تلك المستخدمة في السكك الحديدية الصومالية

نقلت السكك الحديدية في عام 1930 19359 راكبًا، بالإضافة إلى استخدامها للسياحة وفي العام نفسه، تم نقل 43.467 طنًا من المنتجات زراعية بشكل أساسي، بأرباح وصلت إلى 1،591،527 ليرة صومالية. وكانت معظم المنتجات التي تم نقلها هي الموز والقطن والبن، من المزارع الزراعية في منطقة فيلابروزي، ليتم تصديرها عبر ميناء مقديشو.
قامت شركة حكومية صومالية، بإدارة الخط للسكك الحديدية أحادية المسار مقياس ضيق يبلغ 950 مم 3 قدم 1 + 3⁄8 بوصة، كما تم تحديده في عام 1879 بموجب قانون إيطالي بشأن المقاييس الصغيرة.

## معدات
كانت معدات السكك الحديدية الصومالية مماثلة لتلك المستخدمة في السكك الحديدية الإريترية.

### القاطرات البخارية
تم استخدام ثلاث فئات من القاطرات البخارية تصميم واحد للقاطرة 0-4-0 وتصميمان من 0-4-4-0 ماليت لخدمة الخط.

### سلسلة 202

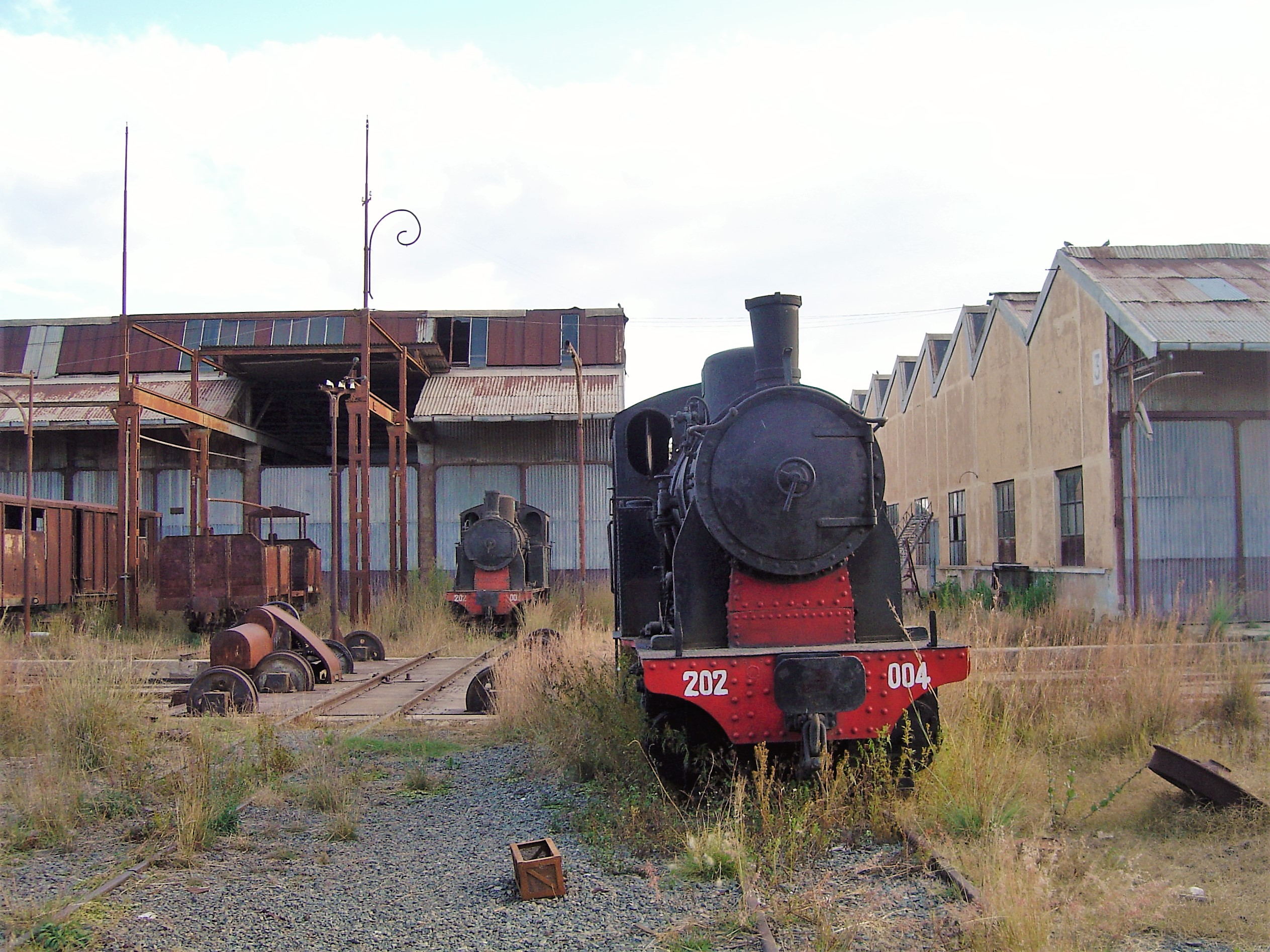
زوج القاطرات فئة 202 المستخدمة في السكك الحديدية الصومالية

كانت محركات الدبابات الصغيرة 0-4-0 هذه وما زالت هي قاطرات النقل القياسية للنظام، التي تم بناؤها بين عامي 1927 و 1937 من قبل شركة بردا في ميلانو. لديهم خزانات جانبية قصيرة، ومخبأ فحم خلفي، وقبة بيضاوية موحدة تحتوي على قبة بخارية داخل قبة رملية أكبر هذا الترتيب، الشائع في جميع أنحاء العالم في الدول التي فضلت القبة الرملية، ساعد في عزل قبة البخار والحفاظ عليها. تجف الرمال مع الدفء. تزين القباب لوحات البناء الكبيرة والبارزة. يستخدمون معدات صمام مع صمامات المكبس والتسخين الفائق.

### سلسلة 440
واحدة من هذه القاطرات المبكرة من ماليت، وهي مطرقة حقيقية وبالتالي مجمع، لا تزال موجودة في المخازن في محطة سكة حديد أسمرة. وكانت من إنتاج عام 1915 لأنسالدو في جينوفا.

### سلسلة 442

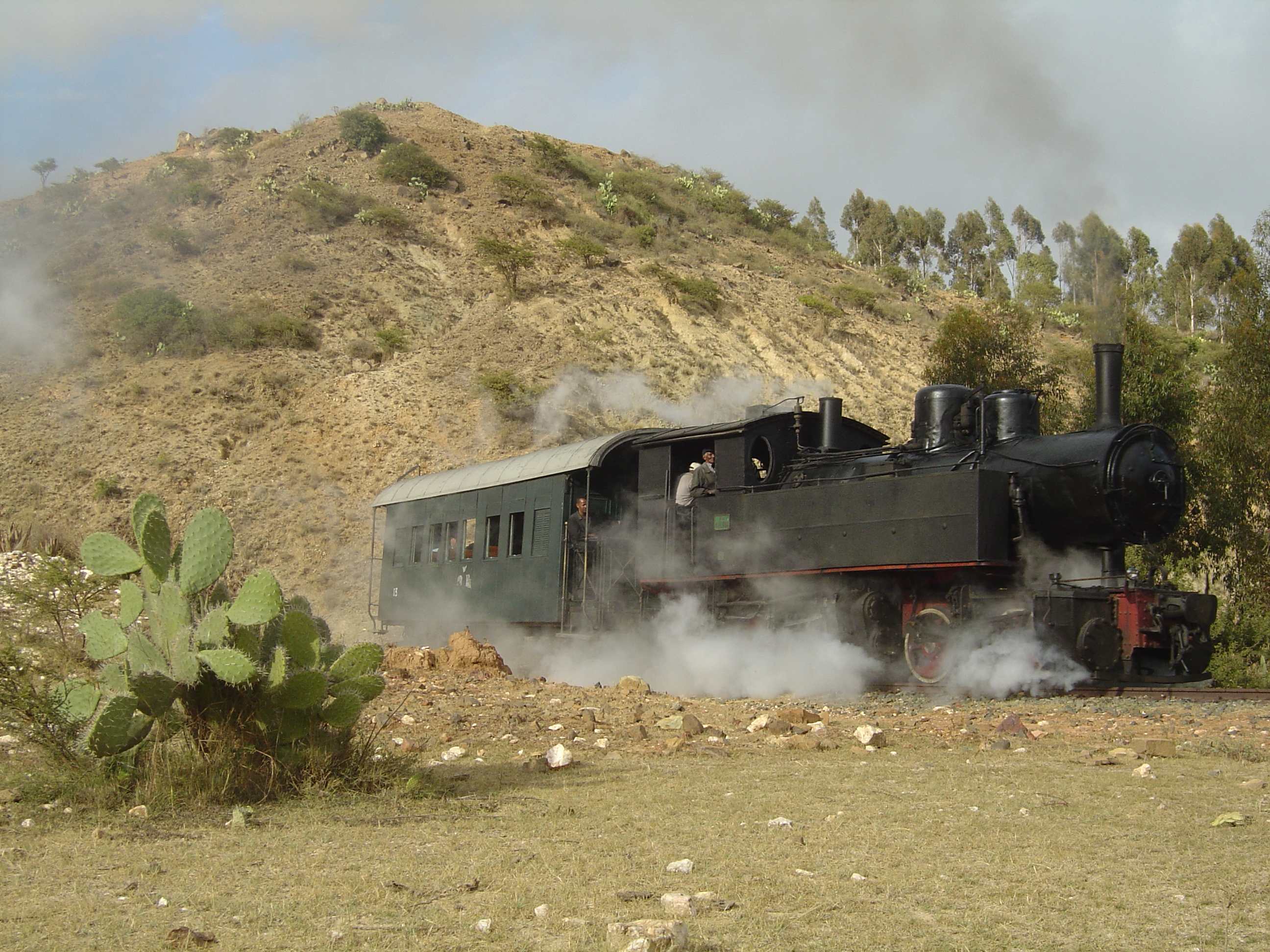
فئة 440 مماثلة لتلك المستخدمة في السكك الحديدية الصومالية

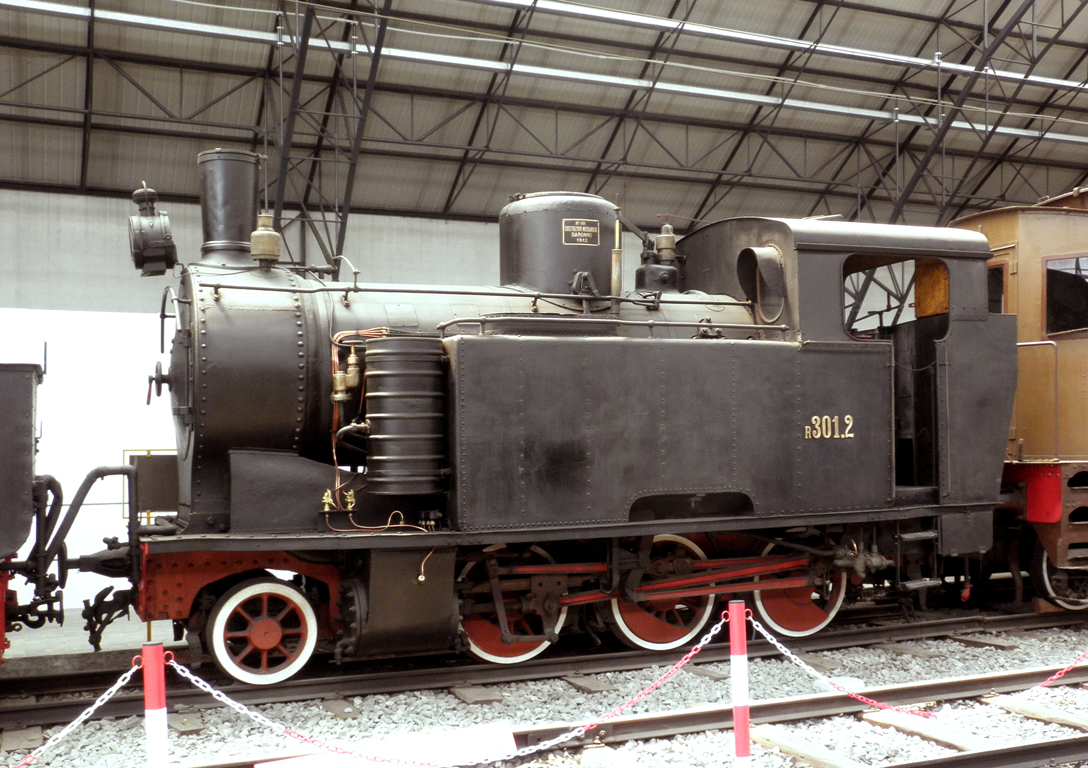
قاطرة من طراز R.301 مماثلة لتلك المستخدمة في الصومال

تم بناء قاطرات ماليت اللاحقة والأكبر بكثير من قبل أنسالدو في جينوفا في عام 1938 لتحل محل الأنواع السابقة إلى حد كبير، كل من سلسلة 440 وسلسلة 441 غير الناجحة، والتي كانت قاطرات بسيطة أي غير مركبة ووجدت أنها مسؤولة عن نفاد البخار على الدرجات الثقيلة من الخط. مثل القاطرات الأخرى فهي محركات صهريجية ذات خزانات جانبية كبيرة وخزان خلفي للفحم، تحت غطاء سقف الكابينة في هذا التصميم. هذه آلات ضخمة جدًا، وفقًا لمتطلبات التضاريس الصعبة.

### قطارات
استخدمت السكك الحديدية الصومالية أيضًا وقود الديزل الإيطالية. بالإضافة إلى ذلك، تم بناء بعض العربات الصغيرة  محليًا بواسطة في مقديشو في عام 1930 باستخدام قاطرة A-1 والتي كانت تستخدم لنقل الركاب المحليين. كانت سرعتها القصوى 70 كم / ساعة.

## المحطات
| الاسم                     | المساحة            | الارتفاع        |
| ------------------------- | ------------------ | --------------- |
| مقديشو                    | 0 كـم (0.0 ميل)    | 0 م (0 قدم)     |
| Bridge over the نهر شبيلى | 30 كـم (18.6 ميل)  | 18 م (59 قدم)   |
| أفجوي                     | 50 كـم (31.1 ميل)  | 64 قدم (20 م)   |
| عدلى                      | 66 كـم (41.0 ميل)  | 78 م (256 قدم)  |
| كرسلا                     | 80 كـم (49.7 ميل)  | 88 م (289 قدم)  |
| مويكو                     | 90 كـم (55.9 ميل)  | 91 م (299 قدم)  |
| نهر شبيلى                 | 111 كـم (69.0 ميل) | 96 م (315 قدم)  |
| جوهر                      | 114 كـم (70.8 ميل) | 108 م (354 قدم) |